# Renata de Bourbon
Renata de Bourbon (em francês:  Renée de Bourbon; 1494 - 26 de maio de 1539) foi uma princesa de Bourbon e Duquesa consorte da Lorena. Era também conhecida como Renata, Senhora de Mercœur. Era filha de Gilberto de Bourbon, Conde de Montpensier, e de Clara Gonzaga, sendo irmã de Carlos III, Duque de Bourbon.

## Biografia
Renata foi educada conjuntamente com suas primas, as princesas da França. Em 26 de junho de 1515 casa com o duque António da Lorena em Amboise. O casamento fora decidido pelo rei Francisco I de França. Inicialmente, o rei prometera ao duque António que ele casaria com Maria Tudor, Rainha viúva de França, mas quando Maria escolheu outro consorte, o Rei Francisco I substituiu-a por Renata.
A sua entrada em Nancy, a capital da Lorena foi descrita numa célebre crónica. Ela Chegou a Nancy vinda de Bar-le-Duc no início de maio de 1516. Primeiro ela parara numa pequena localidade, Laixou, onde foi realizado um magnífico pic-nic durante seis horas. Finalmente chegou às portas de Nancy sendo recebida por um coro em cima dum palco improvisado que cantava em sua honra, enquanto das muralhas eram disparadas salvas de canhões .
Alegadamente, a duquesa Renata não tinha a força de carácter para exercer qualquer influência política na Lorena. Contudo, ela ficou conhecida pelo seu requintado gosto italiano, e diz-se que teria trazido "os modos e o refinamento da Corte de Mântua" para a Lorena. O desabrochar das artes ocorrido em Nancy a partir do reinado de António foi atribuído à duquesa.
Em agosto de 1538, Renata deslocou-se à corte de Compiègne para se encontrar com a rainha viúva da Hungria, Maria de Habsburgo, Governadora dos Países Baixos. Em março de 1539 viajou até Neufchâteau para se encontrar com António que estava com problemas de estômago, regressando os dois a Nancy.
Renata morreu em Nancy de disenteria a 26 de maio de 1539.

## Casamento e descendência
Do seu casamento com o duque António da Lorena Renata teve seis filhos:
- Francisco I (François) (1517-1545), sucede ao pai nos Ducados da Lorena e de Bar;
- Nicolau (Nicolas) (1524-1577), Bispo de Verdun e Metz, e Conde de Vaudemont a partir de 1548;
- João (Jean) (1526-1532)
- António (Antoine) (1528-morreu jovem)
- Ana (Anne) (1522-1568), casou em primeira núpcias com Renato de Châlon, Príncipe de Orange; e em segundas núpcias com o duque Filipe II de Aerschot (1496-1549). Foi visitada por Hans Holbein, o jovem como potencial noiva de Henrique VIII de Inglaterra;
- Isabel (Elisabeth) (1530-morreu jovem).